# Rhypotoses atima
Rhypotoses atima är en fjärilsart som beskrevs av Collenette 1932. Rhypotoses atima ingår i släktet Rhypotoses och familjen tofsspinnare. Inga underarter finns listade.